# Bernhard Müller-Hülsebusch
Bernhard Müller-Hülsebusch (* 1937 in Rosenheim; † 10. Februar 2020 in Rom) war ein deutscher Journalist und Buchautor.
Müller-Hülsebusch studierte Geschichte und Literatur in München und Wien. Von 1972 bis 1981 war er Spiegel-Korrespondent in Rom und arbeitete seither als freier Journalist für deutschsprachige Medien für Italien und den Vatikan. Im auf Italienisch produzierten Hörspiel „Benedikt, das Leben von Joseph Ratzinger“ übernahm er 2005 die Rolle des Benedikt.

## Schriften (Auswahl)
- Vatikan von innen. Ein Rundgang durch die Stadt des Papstes. Styria Verlag, Graz Wien Köln 1997.
- Der Stellvertreter Jesu. Das Geheimnis der Papstwahl. St. Benno-Verlag, Leipzig 2002.